# Буды
Бу́ды (укр. Буди) — посёлок, Будянский поселковый совет, Харьковский район, Харьковская область, Украина.
Является административным центром Будянского поселкового совета, в который, кроме того, входят сёла Быстрое и Бедряги.

## Географическое положение
Посёлок Буды находится на берегах реки Мерефа (в основном на левом берегу),
выше по течению на расстоянии в 4 км расположен город Люботин,
ниже по течению на расстоянии в 1,5 км расположен город Пивденное.
Через посёлок проходит железная дорога, станция Буды.

## История
Поселение известно с 1770-1780-х годов, являлось административным центром Будянской волости Харьковского уезда Харьковской губернии Российской империи.
В 1864 году в Будах был винокуренный завод, на котором вырабатывался хлебный спирт. Завод принадлежал помещику Котляру (данные, на основании информации, предоставленной в Историко-краеведческом музее поселка Буды, Харковского района).
В 1870 году через село была проложена железнодорожная ветка Мерефа — Люботин, на станции был построен железнодорожный вокзал. Здание вокзала было признано памятником архитектуры, о чём свидетельствует мемориальная доска, установленная на нём.
В связи с тем, что Буды становились железнодорожным узлом, имеющим свою станцию, что облегчало доставку сырья и вывоз готовой продукции, в 1886 году М. С. Кузнецов перенёс фаянсовую фабрику из села Байрак в село Буды. В 1887 году «Ново-Харьковская фабрика М. С. Кузнецова в селе Буды» начала работу, а в 1889 году она вошла в «Товарищество производства фарфоровых и фаянсовых изделий М. С. Кузнецова». На средства Кузнецовых в Будах были открыты больница, баня, школа для рабочих и их детей, проведена линия телефонной связи. В 1897 году была открыта фабричная библиотека, которая считалась образцовой в губернии.
В 1938 году был присвоен статус посёлок городского типа.
Во время Великой Отечественной войны в октябре 1941 года посёлок был оккупирован наступавшими немецкими войсками, 29 августа 1943 года — освобождён 107-й и 116-й Харьковской стрелковой дивизиями 69-й армии СССР.
В годы войны 678 жителей посёлка воевали на фронтах в рядах Советской армии; из них погибли минимум 138 воинов; 538 из них были награждены орденами и медалями СССР. Советский воин, житель Буд П. В. Зиновьев стал полным кавалером Ордена Славы.
В соответствии с четвёртым пятилетним планом восстановления и развития народного хозяйства СССР посёлок был восстановлен, по состоянию на начало 1951 года здесь действовали крупный фарфоро-фаянсовый завод, несколько предприятий местной промышленности, три школы, школа рабочей молодёжи, ремесленное училище и клуб.
С 1951 года в Будах действует хоккейная команда «Авангард».
В 1968 году население составляло 10 тыс. жителей, главными предприятиями являлись фаянсовый завод и завод стройматериалов.
В 1977 году население составляло 9,7 тыс. человек, здесь действовали фаянсовый завод, завод строительных материалов, отделение совхоза «Берёзовка», средняя школа, восьмилетняя школа, кинотеатр, 4 библиотеки, больница и два иных лечебных учреждения.
В 1980 году при фаянсовом заводе был открыт музей истории завода.
В 1989 году численность населения составляла 8058 человек, по данным переписи 2001 года — 7004 человека, на 1 января 2013 года — 6279 человек.
Осенью 2006 года Будянский фаянсовый завод прекратил работу, в 2008—2009 гг. был закрыт музей истории завода.

## Экономика
- Асфальтовый завод.

## Объекты социальной сферы
- Детский сад.
- Школа.
- Будянский технологический лицей.
- Больница и поликлиника.
- Почтовое отделение.

## Достопримечательности
- Братская могила советских воинов. Похоронено 453 воина.

## Известные люди
- Бондаренко, Лидия Никитична (29.06.1930—17.11.2012) — уроженка села, советский и российский врач, кандидат медицинских наук, награждённый орденом «За заслуги в развитии медицины и здравоохранения» № 037.[16]
- Ивченко, Сергей Иванович — украинский писатель, родился в селе 25 марта 1925 года.
- Нестеренко, Мария Петровна (1910—1941) — советская лётчица.

## Религия
- Храм Озерянской иконы Божией Матери

## Транспорт
- Ж/д станция Буды на перегоне Мерефа-Люботин.
- Автобусные маршруты Харьков-Буды[17] и Мерефа-Буды.

## Предприятия
- Молочно-товарная, птице-товарная, свино-товарная и овце-товарная ферма, машинно-тракторные мастерские.